# Gesshoku Kitan
Gesshoku Kitan (月食奇譚), també conegut com a Total Eclipse of the Eternal Heart, és un manga BL japonès escrit i dibuixat per Syundei, una història de misteri i romanç que relata la relació entre dos companys d'institut, un dels quals, Hoshino, somia amb uns assassinats en sèrie succeïts fa més de cent anys. El manga va ser publicat originalment periòdicament a la revista Opera, de l'editorial Akane Shinsha, de febrer a desembre de 2015, va ser recopilat en un volum únic i llançat a la venda al Japó el 28 de juny de 2017 i, més tard, ha estat llicenciat a altres països.

## Argument
La història d'aquest manga descriu la relació entre Terumichi Hoshino, un noi d'institut, i Omihito Yamada, el seu company de classe. Hoshino, que es troba fora de lloc a l'escola, sovint somia amb un home, al qual anomena «mestre», estrangulant un nen. Per tant, és un misteri sobrenatural vinculat amb un assassí de començaments de segle XX a Tòquio, un cas sense resoldre en el qual van morir nou nens. Mentrestant, Hoshino se sent atret per l'encant del misteriós i bell Yamada i mica en mica s'aniran fent més amics. La història inclou trets històrics, costumistes, romàntics, psicològics i també de misteri.

## Publicació
El manga va començar a publicar-se per capítols de forma periòdica a la revista de BL Opera, de l'editorial Akane Shinsha. La serialització va començar el 27 de febrer de 2015 i es va allargar fins al 26 de desembre del mateix any. Després els capítols van ser recopilats en un volum únic tankobon i va ser posat a la venda al Japó el 28 de juny de 2017. Posteriorment, l'obra també ha estat traduïda a diversos idiomes. Ha estat llicenciat als Estats Units per Seven Seas Entertainment, a Espanya per Milky Way Ediciones i a Taiwan per Tong Li Publishing.